# Villamañán
Villamañán è un comune spagnolo di 1 348 abitanti situato nella comunità autonoma di Castiglia e León.